# La Mort du jeune Bara
Pour les articles homonymes, voir La Mort de Bara (homonymie).
La Mort du jeune Bara (ou Joseph Bara, ou La mort de Bara, ou La mort de Joseph Bara) est une peinture inachevée de Jacques-Louis David peinte en 1794.

## La glorification d'un héros
Le tableau représente Joseph Bara, jeune garçon de l'armée républicaine, tué à 14 ans par des Vendéens à Jallais, au nord de Cholet, le 7 décembre 1793. À la suite d'une lettre envoyée à la Convention par son chef, Jean-Baptiste Desmarres, décrivant cette mort et réclamant une pension pour la mère de Bara, il est érigé en héros et martyr de la Révolution.  
L'œuvre de David, peinte à la suite d'un décret de la Convention, participe à cette célébration. Le tableau fait partie avec La Mort de Marat, et Les Derniers moments de Michel Lepeletier d'une série consacrée aux martyrs de la République.
Ce tableau est conservé dans les collections du musée Calvet à Avignon. En effet, resté inachevé, il fut gardé dans l'atelier de David, même après son exil à Bruxelles pendant la Restauration. Il appartint ensuite au comte de Pourtalès puis au peintre Horace Vernet, avant d'entrer en 1846 dans la collection de la fondation Calvet.

## Un enfant gisant nu
Le tableau n'est qu’une ébauche, qui représente un enfant nu et androgyne. Il vient d'être blessé et agonise, gisant dans une position alanguie. Il serre contre lui une cocarde tricolore et une lettre, sans doute une évocation d'une lettre à sa mère, citée dans le courrier de Desmarres à la Convention.
Sa nudité a parfois été expliquée comme le résultat du vol de ses vêtements par ses meurtriers. Pour l'historienne Raymonde Monnier, réintroduire ainsi l'anecdote dans le tableau n'a guère d'intérêt. Elle voit dans ce tableau une « esquisse symbolique ».
L'historien Jean-Clément Martin, spécialiste de la Révolution française et de sa mémoire décrit ainsi l'émotion qui le saisit face à ce tableau et le sens qu'il lui donne :

« Le petit tambour patriote était d'abord un de ces éphèbes dévêtus ! J'avais l'habitude de considérer plutôt la tête, il fallait tenir compte des jambes, et considérer que Bara avait des fesses. Je ne l'avais jamais imaginé. Pourtant le tableau de David criait que l'enfant Bara n'était pas seulement un jeune héros, immortel et atemporel, intouchable et éloigné des pesanteurs terrestres, mais qu'il avait bien une vie charnelle, sensuelle, et que son sexe, finalement indéterminé, peut-être du fait de cette indétermination signalée, signait son appartenance à un monde androgyne. »

Par la position du corps et cette représentation androgyne, cette œuvre s'oppose aux tableaux d'histoire relatifs à la mort de Bara peints par des artistes républicains dans les années 1880.
Dominique Fernandez, dans Le Rapt de Ganymède (1989) en fait un des témoignages majeurs du nu masculin homosexuel à prétexte héroïque dans l'art néoclassique, aux côtés des Funérailles de Patrocle et de La Douleur d'Andromaque.

## Œuvres en rapport

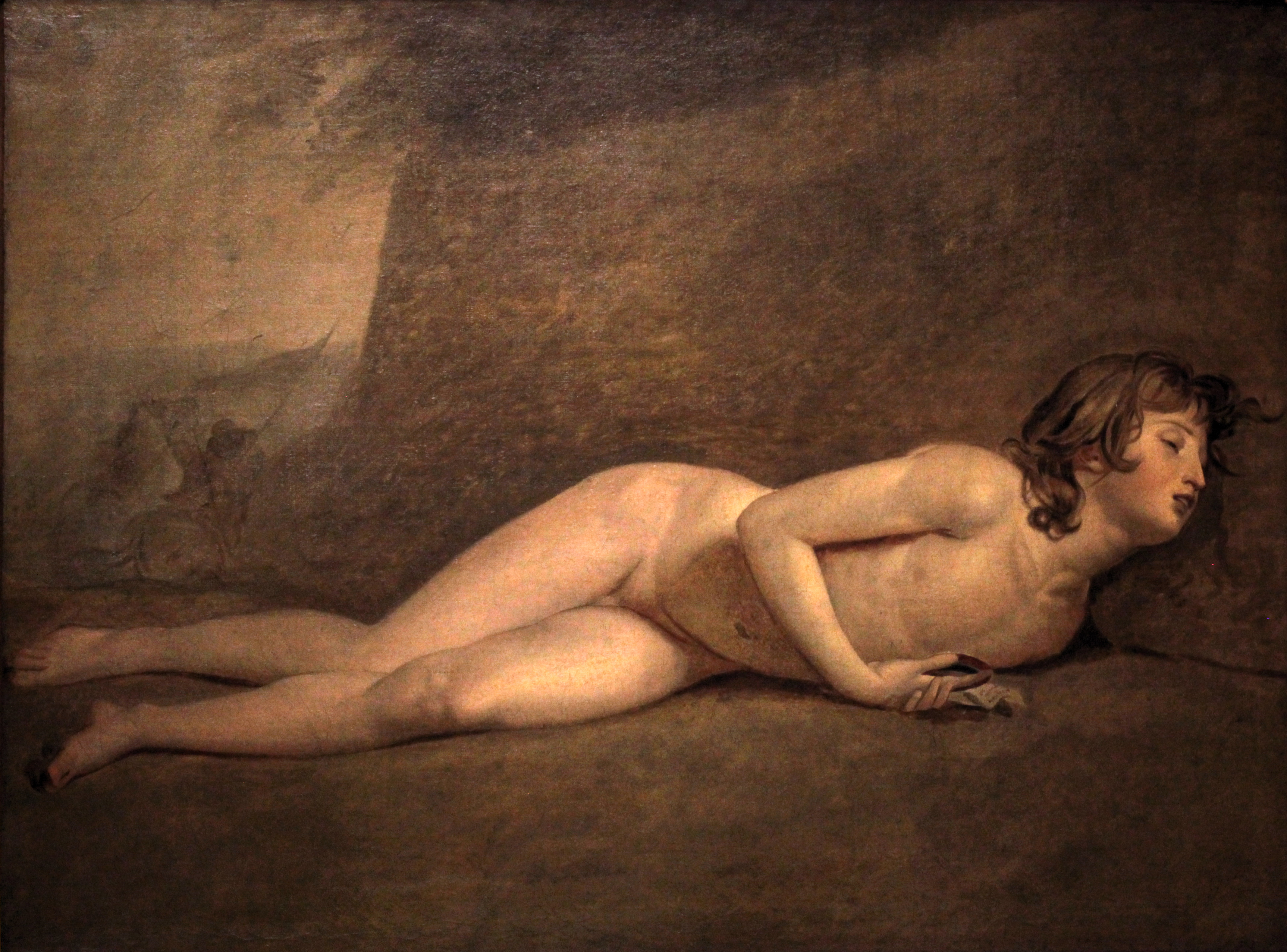
Anonyme (école de David), La Mort du jeune Bara, copie, 1794.

- Il existe une copie contemporaine datée de 1794, peinte par un artiste anonyme provenant du musée des beaux-arts de Lille et exposée au musée de la Révolution française à Vizille.

- Modèle en plâtre pour une œuvre en marbre, représentant Joseph Bara mourant, directement inspiré du tableau de Jacques-Louis David, réalisé par le sculpteur angevin et militant républicain David d'Angers (1838).
- Tableau intitulé La Mort de Joseph Bara, de Charles Moreau-Vauthier (1880).
- Tableau intitulé Bara, de Jean-Jacques Henner, vers 1882.
- Tableau intitulé La Mort de Bara, de Jean-Joseph Weerts (1883).